# Kyle Wharton
Kyle Wharton (* 3. März 1986 in Ottawa, Ontario) ist ein kanadisch-britischer Eishockeyspieler, der seit 2015 bei Nikko Icebucks aus der Asia League Ice Hockey unter Vertrag steht.

## Karriere
Wharton begann seine Karriere in der Saison 2002/03 bei den Ottawa 67’s in der kanadischen Juniorenliga Ontario Hockey League. Nach drei Spielzeiten dort schloss er sich während der Saison 2005/06 dem Ligakonkurrenten Sault Ste. Marie Greyhounds an, ehe er in der darauffolgenden Spielzeit innerhalb der Liga zu Guelph Storm wechselte. Im Sommer 2006 nahmen die Columbus Blue Jackets aus der National Hockey League den Kanadier unter Vertrag, diese hatten sich zuvor die Transferrechte an ihm im Rahmen des NHL Draft 2004 gesichert. In Columbus wurde er zunächst an das Farmteam, die Syracuse Crunch aus der American Hockey League, abgegeben und nach zwei Partien anschließend bis Saisonende in die Deutsche Eishockey Liga an die Eisbären Berlin ausgeliehen.
Im Sommer 2007 kehrte der Linksschütze nach Nordamerika zurück und absolvierte die folgenden zwei Spielzeiten in Syracuse, wurde zwischenzeitlich aber auch in der East Coast Hockey League zunächst bei den Elmira Jackals sowie später bei den Johnstown Chiefs eingesetzt. Zwischen 2009 und 2012 stand der Verteidiger bei der  Universitätsmannschaft der Saint Mary’s University Halifax in der Canadian Interuniversity Sport/Eishockey auf dem Eis und gewann dort 2010 den University Cup.
Zur Spielzeit 2012/13 wechselte Wharton abermals nach Europa und unterschrieb einen Vertrag bei Orli Znojmo aus der Österreichischen Eishockey-Liga.  Die darauffolgende Saison absolvierte er beim tschechischen Klub HC Slavia Prag in der Extraliga (Tschechien), ehe er zur Saison 2014/15 nach Österreich zurückkehrte und vom EC KAC verpflichtet wurde.
Ab Dezember 2014 spielte er bei Esbjerg Energy in der Metal Ligaen, ehe er zur Saison 2015/16 von den Nikko Icebucks aus der Asia League Ice Hockey verpflichtet wurde.

## Erfolge und Auszeichnungen
- 2010 University Cup mit den Saint Mary’s Huskies